# European Renewable Energy Council
L'European Renewable Energy Council ou EREC (Conseil européen d'énergies renouvelable) est une organisation non gouvernementale fondée en 2000 et qui regroupe des associations industrielles, commerciales et de la recherche dans le domaine de l'énergie renouvelable : 
- AEBIOM : l'association européenne de biomasse-énergie
- EGEC : le conseil européen de l'énergie géothermique
- EPIA : l'association européenne de l'industrie photovoltaïque
- EREF : la fédération européenne des énergies renouvelables
- ESHA : l'association européenne de la petite hydroélectrique
- ESTIF : la fédération européenne de l'industrie solaire thermique
- EUBIA : l'association européenne de l'industrie de la biomasse
- EUREC Agency : l'agence européenne des centres de recherches en énergie renouvelable
- EWEA : l'association européenne de l'énergie éolienne

Ses neuf membres (dont un membre associé) sont des associations actives dans une des différentes branches de l'énergie renouvelable : photovoltaïque, solaire thermique, hydraulique à petite échelle, biomasse, géothermique et éolienne.